# Halcali Mix
Halcali Mix (ハルカリミックス?) è il primo remix album del gruppo musicale giapponese HALCALI, pubblicato il 16 marzo 2005. Raggiunse la posizione numero 87 della classifica giapponese Oricon.

## Tracce
1. Tandem (タンデム) (remix di Yuka Honda)
2. Electric sensei (エレクトリック先生) (remix di Takkyu Isshino)
3. Strawberry Chips (ストロベリーチップス) (remix di Yasuyuki Okamura)
4. GiriGiri Surf Rider (ギリギリ・サーフライダー) (remix di HALFBY)
5. Nifuku hoshi (ニ福星) (remix di FORCE OF NATURE)
6. Marching March (マーチングマーチ) (remix di K U D O)
7. Ai (愛) (cover di Magokoto) (remix di KOHEI JAPAN(MELLOW YELLOW))
8. Peek-A-Boo -DJ Mitsu the Beats remix- (remix di DJ Mitsu the Beats from GAGLE)
9. Style Style (スタイリースタイリー ) (remix di Hiroshi Kawanabe from Tokyo No.1 Soul Set)
10. BABY BLUE! -BABY BLUE IS GOOD MIX- (remix di YOUR SONG IS GOOD)
11. Bonus Track HALCALI BEAT EDITION